# Pablo Jofré
Pablo Jofré é um poeta santiaguino.

## Biografia
É filho de Josefa Estrella Jofré Rivera e Eduardo Olmos Fuenzalida.
Terminado o ensino médio, viajou pela primeira vez para a Europa em 1992 e durante um ano visitou a Alemanha, França, Espanha e Portugal e estudou inglês e alemão em Hildesheim.
De volta ao Chile, estudou jornalismo na Universidade Diego Portales e no mestrado em Antropologia Cultural da Universidade do Chile, que abandonou em 2002 para ir para Barcelona, onde frequentou cursos de teoria literária e literatura comparada na Universidade de Barcelona e do doutorado em jornalismo e comunicação da Universidade Autônoma de Barcelona. Além disso, estudou catalão, francês e inglês em Barcelona, e participou das oficinas literárias de Leonardo Valencia e Joan-Ignasi Elias.
Em 2011, foi concedida a nacionalidade espanhola e decidiu emigrar para Berlim. Entre 2019 e 2020 realizou o mestrado em tradução literária da Universidade Complutense de Madrid com um TFM sobre a poesia gráfica de Brigitta Falkner.

## Obra
Jofré publicou seu primeiro poema na revista do colégio. Em 2006 começa a escrever em Barcelona seu poema Abecedario que é incluído na antologia de vencedores do Prêmio Lagar, Anda libre en el sulco (Salc., La Serena 2009), sob o pseudônimo de Jofre Rueca. Abecedario é publicado em 2012 na editora espanhola Siníndice com um texto de Sergio Gaspar e reeditado em 2016 por Marisol Vera em Quarto Próprio com preâmbulo de Elvira Hernández e capa do ilustrador Lars Henkel. Vivendo na Alemanha, Cristian Forte publica o poema Você em Milena Berlin, um audioleporello com peças de música eletroacústica do compositor Mario Peña y Lillo lançado em 2013 na Galeria Balaguer de Barcelona como parte da exposição coletiva I don't beleve in you but I beleve in Love, curada por Paola Marugán. Em 2015, seus poemas foram incluídos na antologia Tejedor en... Berlin (L.U.P.I., Sestao) editada por Ernesto Estrella e Jorge Locane. Em 2017 Cuarto Próprio publica Extranjería com prólogo de Diego Ramírez (Carnicería Punk) e capa de Carola del Río que foi lançado no Chile com uma turnê do poeta nas bibliotecas do Sistema Nacional de Bibliotecas Públicas de Arica, Valparaíso, Concepción, Temuco, Puerto Montt e Punta Arenas. Em dezembro de 2019, Berlín Manila (L.U.P.I/Zoográfico), um poema que reproduz uma viagem de Berlim a Manila: para Kuala Lumpur, principalmente de trem, passando pela Polônia, Bielorrússia, Rússia, Mongólia, China, Vietnã, Camboja e Tailândia; e por via aérea da Malásia para as Filipinas. Em 2020, Luis Luna publica Entre tanta calle (poesia reunida) em Amargord (Madrid) com um prólogo de Julio Espinoza Guerra. Entre tanta calle também foi publicado por Marisol Vera em Cuarto Propio (Santiago, Chile 2024) com prólogo de Gian Pierre Codarlupo.
O alfabeto foi traduzido para o grego por Constance Tagopoulos e Marta Dios com prólogo de Tagopoulos e capa de Artemis Alcalay (Gavrielides 2015); para o alemão por Barbara Buxbaum e Johanna Menzinger com epílogo de José F.A. Oliver e capa de Ginés Olivares (Parasitenpresse 2017); para o italiano Mauricio Fantoni Minella (Ladolfi Editore, 2017); para o inglês pelo poeta David Shook com prólogo de Will Alexander (Insert Blanc Press 2017) e para o francês por Pierre Pierre Pierre (BSN Press 2019).
Em dezembro de 2021, Adrian Kasnitz publica no Parasitenpresse (Colônia) Berlim Manila sob o título Berlin – Manila, traduzido por Odile Kennel.
Jofré participou dos festivais LEA de Atenas em 2015, no George Town Literary Festival da Malásia (2015 e 2016), no Festival Internazionale di Poesia de Gênova em 2017 e na LIFEs, a bienal de literatura de Jacarta dedicada em 2017 à América Latina. Em 2020 participou do Festival Enclave na Cidade do México, dirigido por Rocío Cerón, no dia 21. Poesiefestival de Berlim e no 2. European Literaturfestival Köln Kalk (em inglês). Em 2022, participou do Festival Kerouac na Cidade do México.
Juntamente com o músico Andi Meissner (guitarra elétrica) lidera desde 2012 a dupla Jofre Meissner Project, que em 2014 estreou sua performance La age no festival Crossroads de Nova York. Poemas de Estrangeiro e Alfabeto fazem parte do repertório habitual da dupla. Seu poema "A Idade da Luz" foi parte da ação Bombing of poems (Casagrande-Southbank Center) no Jubilee Gardens de Londres em 2012.
Jofré traduziu poesia do inglês –David Shook e Bernice Chauly– e do alemão –Nora Gomringer, Adrian Kasnitz, Karla Reimert, Odile Kennel e Elfriede Jelinek–; também foi redator na seção Madrid de El País (2002), no suplemento Cultura/s de La Vanguardia (2003-2007) e correspondente em Berlim para Abc (2012-2020).

## Distinções
- Prêmio de Honra do Concurso Nacional de Poesia e Ensaio Gabriela Mistral, Prêmio Lagar (2009) por Abecedario.
- Prêmio Cidade de San Andrés de la Barca 2010 pelo poema LA DANZA DE LA EXISTENCIA (em Extranjería).
- Bolsa de Criação Literária 2016 do Conselho Nacional de Cultura e Artes por Berlim Manila.
- Bolsa de Residência 2017 e 2021 da Übersetzerhaus Looren da Confederação Suíça e do Colégio Europeu de Tradutores (2018 e 2019) em Straelen.